# Toshi Ichiyanagi
Toshi Ichiyanagi (?, 一柳 慧, Ichiyanagi Toshi; Kōbe, 4 febbraio 1933 – Tokyo, 7 ottobre 2022) è stato un compositore e pianista giapponese.

## Biografia
Ichiyanagi nacque a Kobe. Studiò con Tomojirō Ikenouchi, Kishio Hirao, e John Cage. Una delle sue opere più importanti è la composizione Kaiki del 1960, che unisce strumenti giapponesi, shō e koto, e strumenti occidentali, armonica e sassofono. Un altro lavoro, Distance (1961), prevede che gli esecutori suonino da una distanza di tre metri dai loro strumenti. Anima 7 (1964) prevede che l'esecuzione sia eseguita "il più lentamente possibile". 
Ichiyanagi, che è stato sposato con Yoko Ono dal 1956 al 1962, ha ricevuto il 33° Suntory Music Award (2001) e il Foundation for Contemporary Arts John Cage Award (2018). È stato insignito dell'Ordine della Cultura giapponese.

## Composizioni

### Opere
- 1968 From the Works of Tadanori Yokoo (musica elettronica)
- 1989 Hiraizumi Enjo
- 1995 The Last Will of Fire
- 1995/98 Momo
- 2002 Hikari

### Composizioni per orchestra
- 1962 Asma per pianoforte e orchestra
- 1964 The Field for koto and orchestra
- 1965 Life Music per modulatori, nastro e orchestra
- 1968 Up To Date Applause per orchestra, rock band e nastro
- 1973 Chi per flauto e orchestra noh
- 1980 In the Reflection of Lighting Immagine per percussioni e orchestra
- 1981 Concerto per pianoforte n. 1 "Reminiscences of Space"
- 1982/86 Engen per koto e orchestra
- 1983 Concerto per violino "Circolazione scenografica"
- 1983–86 Paganini Personal per marimba e orchestra
- 1984 Time Surrounding per percussioni e orchestra
- 1986 Symphony for Chamber Orchestra "Time Current"
- 1987 Interspace per orchestra d'archi
- 1987 Concerto per pianoforte n. 2 "Winter Portrait"
- 1988 Sinfonia "Berlin Renshi" per soprano, tenore, orchestra
- 1989 Voci dall'ambiente
- 1989 Movimento sinfonico "Kyoto"
- 1989 Concerto per Koto e orchestra da camera "Le origini"
- 1989 Esistenza per organo e orchestra
- 1991 Concerto per pianoforte n. 3 "Cross Water Roads"
- 1991 Spazio luminoso per sho, ondes martonot e orchestra
- 1992 Interazione per flauto e orchestra d'archi
- 1993 Symphony for Chamber Orchestra No. 2 "Undercurrent"
- 1993 Cosmos Ceremony per ryuteki, sho e orchestra
- 1994 Symphony No. 4 "Il ricordo della reminiscenza oltre"
- 1994 "Coesistenza" per shakuhachi e orchestra d'archi
- 1995 Symphony No. 3 "Comunicazioni interne"
- 1996 Coesistenza per ondes martenot e orchestra
- 1997 Symphony No. 5 "Time Perspective" - sul tema dell'opera Momo
- 1997 Symphony No. 2 "Undercurrent"
- 1997 Coesistenza per orchestra
- 2001 Bridging
- Sinfonia n. 6 del 2001 "Tra cento anni"
- 2001 Between Space and Time per orchestra da camera
- 2002 Returning to Sounds Environment per shakuhachi e orchestra
- 2003 Alla memoria di Nugshead per orchestra di fiati

### Opere da camera
- 1954 Sonata per violino e pianoforte
- Trio 1956 per 2 flauti e arpa
- Quartetto d'archi del 1957
- 1960 stanze per strumenti a corda
- 1961 per archi
- 1961 Duetto per pianoforte e strumenti a corda
- 1962 Sapporo per un numero qualsiasi di giocatori fino a quindici
- 1962 Attività per strumenti a fiato
- 1964 Quartetto d'archi n. 1
- 1966 Modulatore per strumenti giapponesi, strumenti a corda, pianoforte e modulatore
- 1967 Apparizione per 3 giocatori e 2 operatori
- 1978 Distanza per flauto noh, esecutore e ensemble noh
- 1978 Prospettiva per ballerino noh, flauto, violino, viola, violoncello, percussioni e musica elettrica
- 1978 Scene I per violino e pianoforte
- 1979 Scene II per violino e pianoforte
- 1979 Ricorrenza per flauto, clarinetto, percussioni, arpa, pianoforte, violino e violoncello
- 1981 Time in Tree, Time in Water per percussioni e pianoforte
- 1981 Scene IV per violino e pianoforte
- 1981 Before Darkness Appare per fisarmonica e pianoforte
- 1982 Scene V per violino e pianoforte
- 1982 Paganini Personal per marimba e pianoforte
- 1982 Fiori che sbocciano in estate per arpa e pianoforte
- 1984 Traccia di fiati per percussioni a tre tastiere (marimba, vibrafono e piatto antico)
- 1985 Quintetto di pianoforti "Prāna"
- 1985 Yami o Irodoru Mono per 2 violini e pianoforte
- 1986 Présage per 6 ondes martonots
- 1986 Quartetto per archi n. 2 "Interspace"
- 1986 Interspace per sho e arpa
- 1988 Trasfigurazione della luna per sho e violino
- 1988 Dieci, Zui, Ho, Gyaku per shakuhachi e ondes martonot
- 1990 Troposfera per ondes martonot e marimba
- 1991 Interrelazione I per violoncello e pianoforte
- 1990 Trio Interlink per violino, pianoforte e percussioni
- 1992 Aquascape per marimba, flauto, pianoforte e 2 percussioni
- 1992 Cosmos of Coexistence per marimba e pianoforte
- 1992 Riflessione per 9 giocatori
- 1993 Intercross per violino e pianoforte
- 1994 Quartetto d'archi n. 3 "Paesaggio interiore"
- 1994 Trio Fantasy per pianoforte, violino e violoncello
- 1995 Cosmic Harmony per violoncello e pianoforte
- 1995 Musica per violino, shô e pianoforte
- Esistenza del 1997 - In memoria di Kuniharu Akiyama - per clarinetto e pianoforte
- 1998 Interrelation II per violino e pianoforte
- 1998 Mirage per corno inglese e contrabbasso
- 1998 Mirage per fisarmonica e clavicembalo
- 1999 Quartetto d'archi n. 4 "Nella foresta"
- 1999 Metamorfosi per quartetto di fagotti
- 2001 Quintetto di pianoforti "Bridging"
- 2002 Ballade per violoncello e marimba

### Opere per tastiera
- 1959–61 Musica per pianoforte n. 1 - n. 7
- 1972 Piano Media per pianoforte
- 1975 Bi no Bi per pianoforte
- 1976 Spazi multipli per organo
- 1976 Sequenza temporale per pianoforte
- 1980 Two Existence per 2 pianoforti
- 1985–99 Cloud Atlas I – X per pianoforte
- 1987 Inter Konzert per pianoforte
- 1989 Piano Nature per pianoforte
- 1990 Fontana inesauribile per pianoforte
- 1990 Dimensioni per organo
- 1992 Fantasy per organo
- 1992 Addio a. .. - Alla memoria di Luigi Nono per pianoforte
- 1992 In memoria di John Cage per pianoforte
- 1995 Scene immaginarie per pianoforte
- 2001 Piano Space per pianoforte
- 2003 Piano Poem per pianoforte

### Opere per altri strumenti
- 1960 Musica per metronomi elettrici
- 1969 Espansioni per rock band e modulatori
- 1972 Vein of Sounds per arpa
- 1972 Arrangiamenti per percussioni
- 1980 Scene III per violino solo
- 1980 Wind Nuance per flauto
- 1983 Ritratto di foresta per marimba solista
- 1984 Figure di nuvole per oboe solista
- 1984 Wind Trace per 3 percussionisti a tastiera
- 1986 Prospettive per violino solo
- 1987 Still Time III per arpa
- 1989 Wind Stream per flauto
- 1989 The Source per marimba
- 1990 Amici per violino
- 1991 Aki o Utu Oto per marimba
- 1991 Intoxicant Moon per ondes martenot
- 1993 Rhythm Gradation per timpani
- 1993 Omniscape per violino
- 1995 Generation of Space per contrabbasso
- 1996 Still Time IV per flauto
- 1996 Perspectives II per percussioni
- 2000 In a Living Memory per flauto solo
- 2001 "Innervoice" sul tema di Gagaku per marimba

### Opere per voce
- 1973 Voice Field per coro di bambini e percussioni
- 1983 Kinderkreuzzug per coro misto
- 1989 Music for Art Kites per soprano e flauto
- 1991 Song of Morning per coro femminile e sho
- 1994 Scene di poesie I per coro misto e violoncello
- 1994 My Song per mezzosoprano e marimba
- 2008 Coesistenza per coro maschile e tradizionale ensemble strumentale giapponese

### Opere strumentali giapponesi
- 1986 Still Time II per assolo kugo (arpa antica)
- 1990 La via per gli strumenti giapponesi
- 1998 Still Time V per assolo hōkyō (simile al fangxiang cinese)

### Musica elettronica
- 1962 Musica parallela
- 1969 Tokyo 1969 per vari modulatori, suoni di strada e rock band
- 1966 Life Music per vari modulatori, nastro magnetico e orchestra

### Pezzi di teatro
- 1961 Evento e Musique Concrète
- Evento di Pratyāhārā 1963–73
- 1966 Evento della sedia

### Musiche per film
- 1969 Eros + Massacre
- 1973 Legge marziale
- 1975 Shiki Soku Ze Ku, diretto da Toshio Matsumoto [4]